# 이중저작설
이중저작설은 성경의 이중 저작성 혹은 성경의 이중 저작론이라고 칭하는 것으로 칼빈(장 칼뱅)의 성경 해석 방법론에 근거한 성경의 해석 방법에서 성경의 저자가 성령이고(하나님의 성령에 의해 기록) 읽을 때 조명하는 것도 성령이므로 이중저작이라고 정의해 놓고 있다.

## 칼뱅의 해석
장 칼뱅은 성경을 성령의 인도를 받아 쓰여진 것으로 보았다. 때문에 칼뱅은 성서해석학으로 성경의 참된 저자가 성령이라 생각했다. 그는 이러한 믿음을 바탕으로 성령이 확실한 해석자이므로 성경을 해석할 때에는 성령의 조명이 받드시 있어야 한다고 생각하였다. 이것이 칼뱅의 해석학이라 불리는 골격이다. B. S. 차일즈(Childs)는 칼뱅 해석에 있어서 성령의 조명의 의한 해석을 탁월하게 인정하기도 하였다.

## 예수에 대한 왜곡
이중저작의 오류로 일부 문자주의자들이 성경에 있어 3세기의 영지주의자들의 저작들을 일방적으로 해석하여 예수가 역사적 인물이 아니라 신화적인 인물이라고 주장한다. 이들의 주장은 기독교와 관련된 역사적 사실을 현저하게 왜곡하여 기독교 신앙을 호도하는 것으로 그 문제점이 노출되고 있다.

## 같이 보기
- 장 칼뱅
- 해석학 (철학)
- 신학적 해석학
- 4중적 의미의 해석
- 역사적 문법적 해석
- 칼빈의 성경관

## 참고 자료
- 「다원주의 시대와 대안적 가치」, 참고 문헌(이중저작), 정대현 저, 이화여자대학교출판부(2006년, 455~457p)